# Автоіонізація
Автоіоніза́ція (рос. автоионизация, англ. autoionization)

Представлення автоіонізації двома валентними електронами

1. У мас-спектрометрії: спонтанна іонізація атома, молекули або молекулярної частинки, що знаходиться у збудженому стані. Для молекул використовується ще термін предіонізація.
2. Термін іноді вживається як синонім автопротолізу для позначення дисоціації самого розчинника внаслідок обміну протонами між його молекулами, якої зазнають амфіпротонні розчинники, наприклад:

2СH3COOH → СH3COOH2+ + СH3COO-